# Alginato di sodio
L'alginato di sodio è un composto chimico formato dal sale di sodio dell'acido alginico, con formula minima NaC6H7O6.
Estratto dalle pareti cellulari delle alghe, ha l'aspetto di una gomma. Ha numerosi utilizzi, sia in campo alimentare sia in campo farmaceutico.

## Uso alimentare
L'alginato di sodio è un additivo alimentare (E401), usato per scopi diversi: 
- come emulsionante
- come gelificante
- come addensante (tra l'altro nei gelati)
- in alcuni formaggi a pasta fusa
- per favorire il senso di sazietà provocato da alcuni prodotti dietetici
- per modificare la consistenza di alcune bevande

## Uso farmaceutico
Viene utilizzato in numerose preparazioni farmaceutiche liquide e semisolide in quanto in soluzione acquosa all'8-16% l'alginato di sodio forma dei gel che possono essere impiegati come eccipienti. 

### Anti-reflusso
L'alginato viene spesso impiegato per il trattamento dei sintomi legati al reflusso gastroesofageo, come rigurgito acido, pirosi e difficoltà digestive, anche causate da interventi chirurgici dell'area gastrica o da ernia iatale. 
Meccanismo d'azione:

La sospensione formata dal sodio alginato, una volta ingerita, reagisce con l'acido cloridrico presente nello stomaco, formando a livello del cardias una copertura della consistenza di un gel di acido alginico. Tale struttura gelificata di sodio alginato, con caratteristiche di pH vicino alla neutralità, galleggia sopra al cibo presente nello stomaco, impedendo in modo efficace il reflusso gastroesofageo.

### Impronte
Nella preparazione di protesi di vario genere e in particolare in odontoiatria, l'alginato di sodio misto a particolari sali di calcio permette di prendere impronte veloci e non tossiche. Tra gli alginati usati in questo campo, ne esiste una tipologia detta "a viraggio cromatico", che permette all'utilizzatore di conoscere la fase di lavorazione grazie al colore: il viola indica il tempo di miscelazione, il colore rosa il tempo destinato alla preparazione del porta-impronte ed il colore bianco il momento per l’inserimento nel cavo orale.

### Cerotti
Alcuni tipi di cerotti o medicazioni similari contengono alginato di sodio o di calcio.

## Altri usi
L'alginato viene usato in creme, prodotti detergenti, tinture, inchiostri.
L'alginato di calcio è utilizzabile come fibra tessile per scopi particolari (per esempio, come supporto per i merletti).